# Museo Legion of Honor

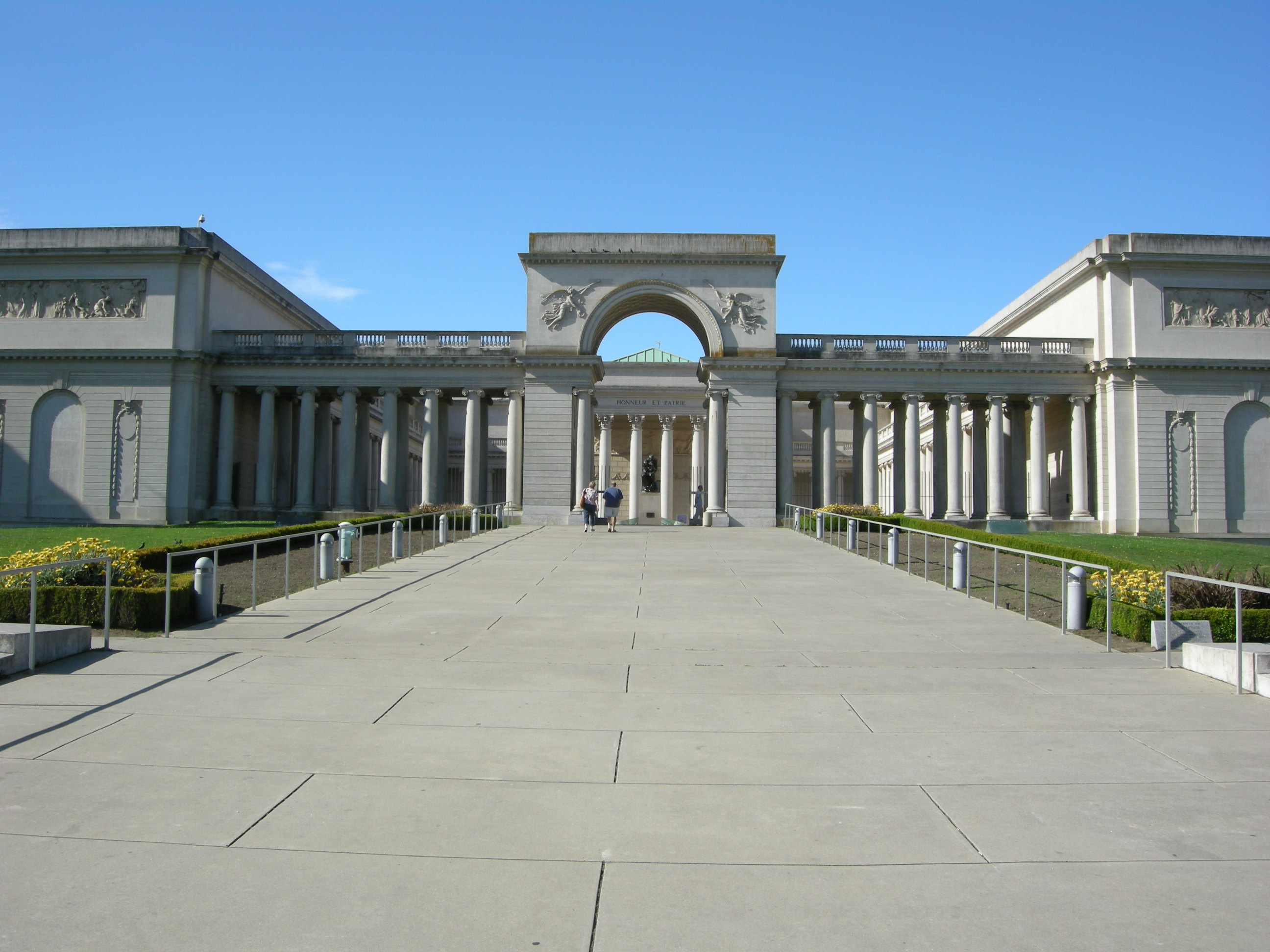
Fachada del museo

El Museo "Legion de Honor" (del inglés: The Legion of Honor) (anteriormente, California Palace of Legion of Honor) es un museo de bellas artes de la ciudad de San Francisco (California, Estados Unidos). Junto con el museo M. H. de Young Memorial Museum, conforma el conjunto de Fine Art Museums (Museos de Bellas Artes) de la ciudad. El Museo De Young expone arte precolombino, mientras que el Legion of Honor exhibe arte europeo, tanto pintura como escultura, grabados y libros ilustrados, artes decorativas...
El Legion tiene como sede un monumental edificio, construido a principios del siglo XX en recuerdo de los numerosos soldados estadounidenses que murieron en la Primera Guerra Mundial como miembros de la Legión de Honor francesa. El edificio se halla en un alto que domina el paisaje del famoso puente del Golden Gate.
La colección de pinturas incluye ejemplos de Fra Angelico (Encuentro de san Francisco y santo Domingo), El Greco (San Juan Bautista, procedente de Malagón), Rubens (La moneda del tributo), Rembrandt (Retrato de Joris de Caullerii), Watteau (El cuarteto musical), Giambattista Tiepolo (El imperio de Flora), Jacques-Louis David (Retrato de la baronesa Meunier), Claude Monet (Canal de Venecia)...
De enorme importancia son las colecciones de grabados y libros ilustrados. La primera se custodia bajo el nombre de Achenbach Foundation for Graphic Arts e incluye numerosísimas estampas de Durero, Rembrandt, Lucas van Leyden, Hendrick Goltzius, Goya, Delacroix y un larguísimo etcétera.

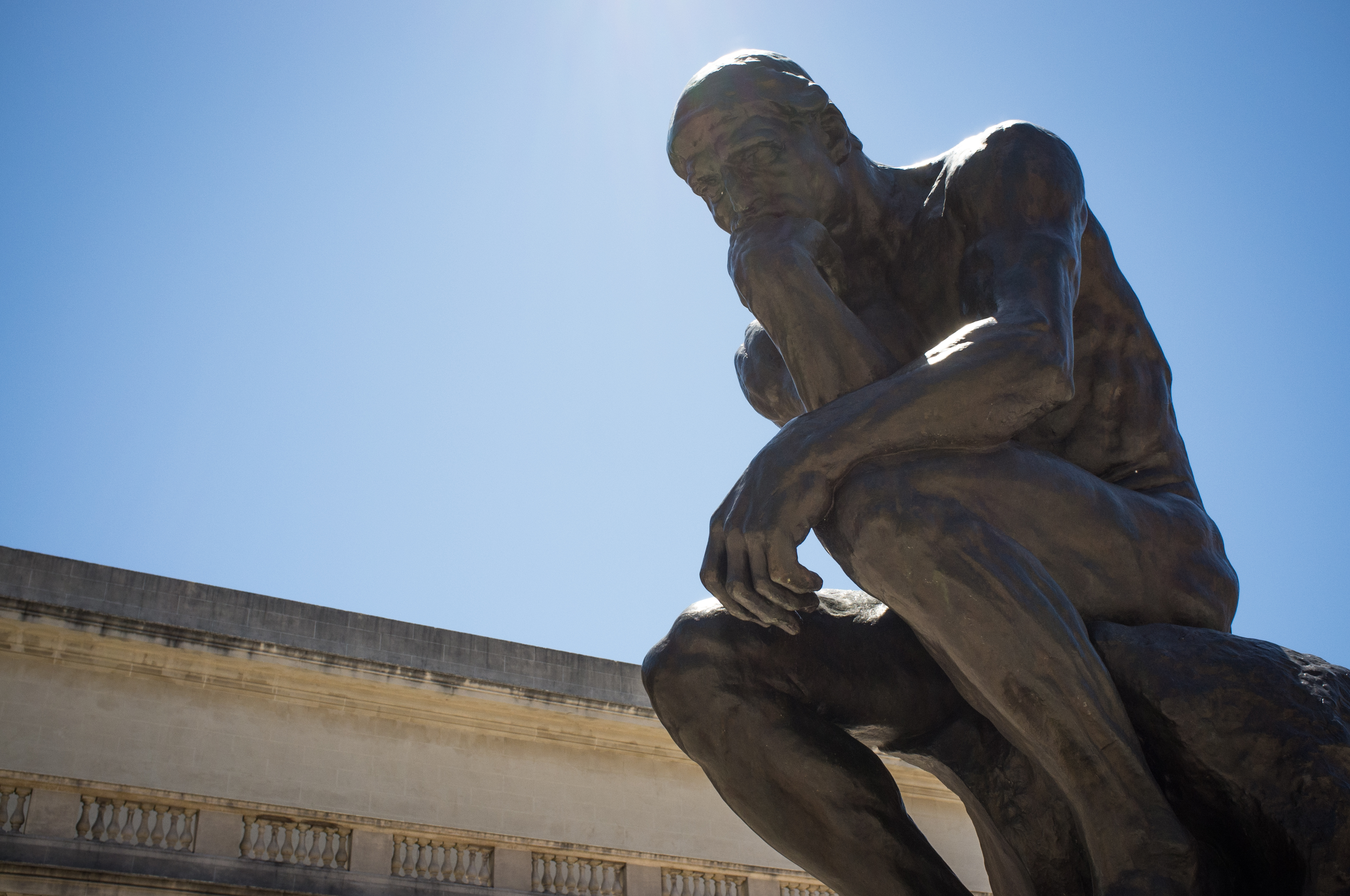
Estatua de El pensador de Auguste Rodin en la entrada del museo
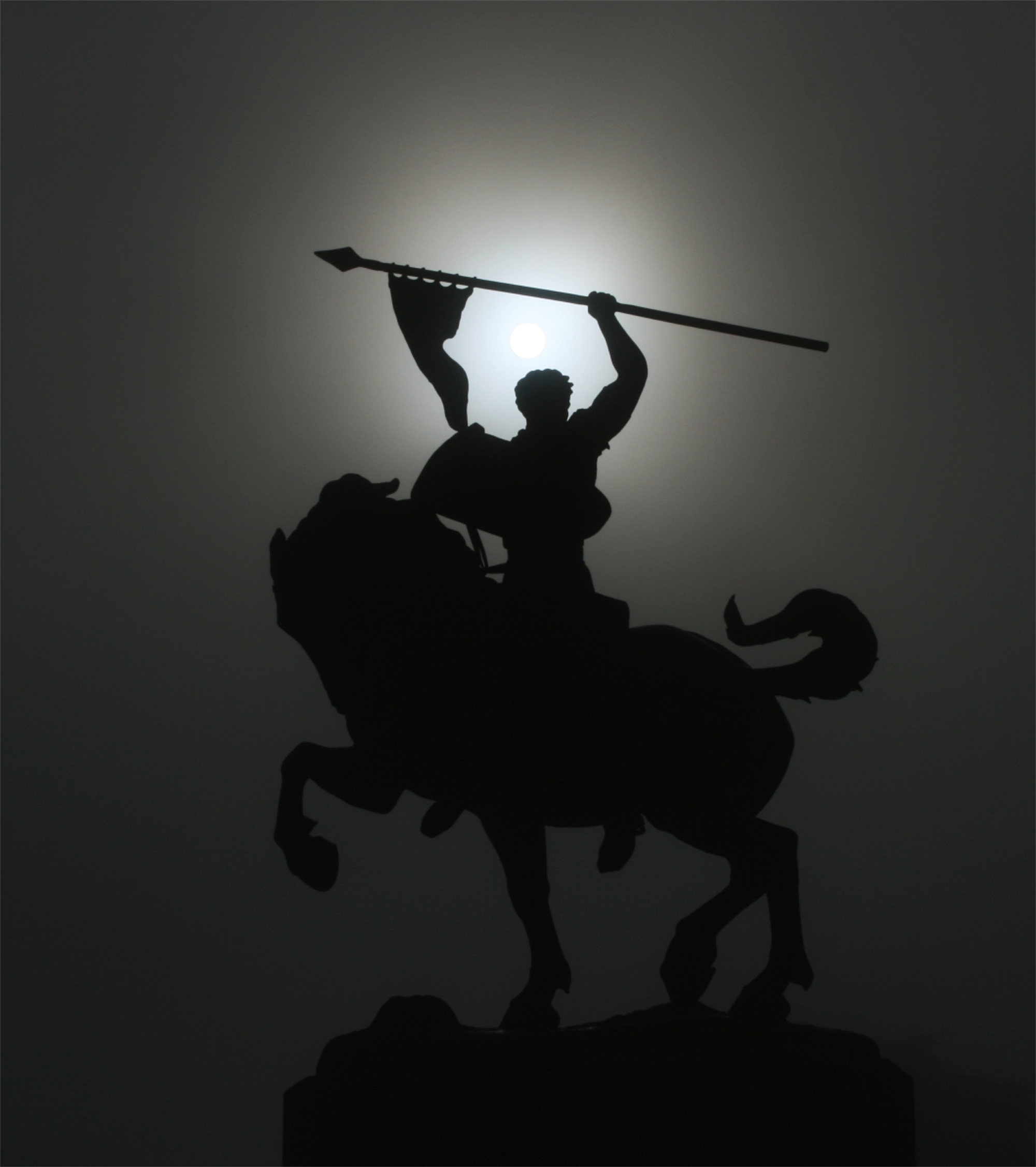
Estatua de El Cid silueteada por una corona solar en el frente del Legion
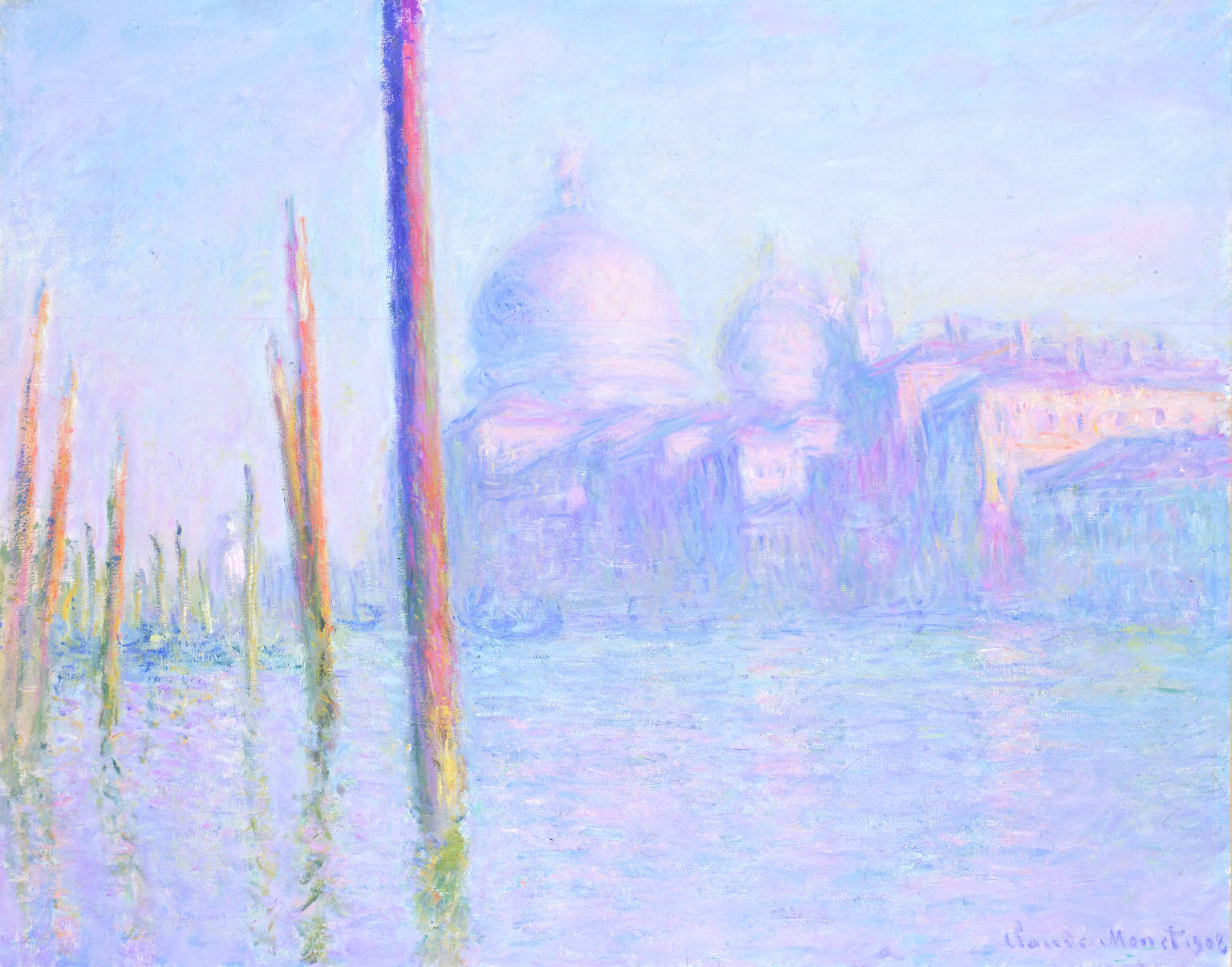
El Gran Canal, Venecia, 1908 de Claude Monet
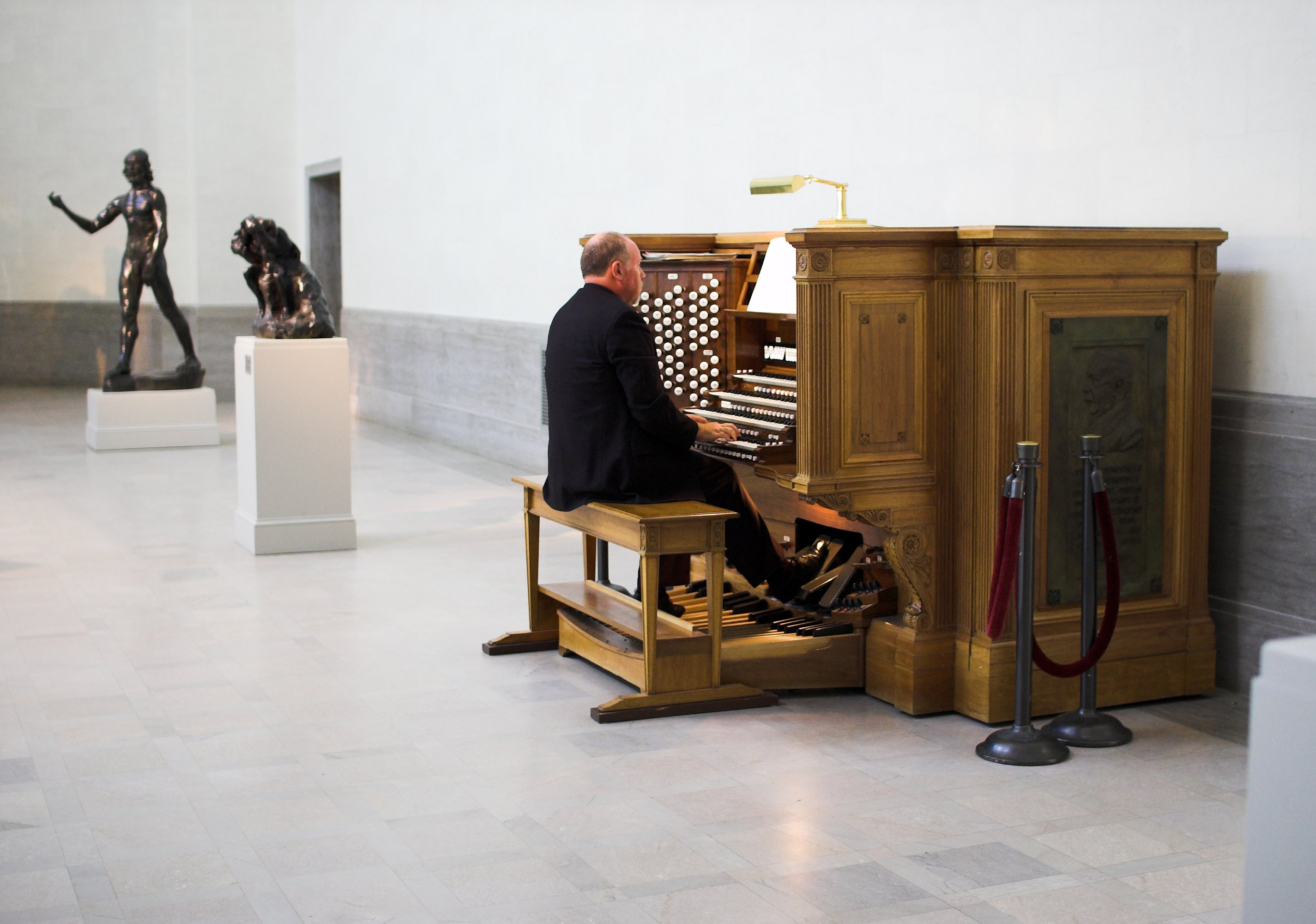
Un órgano sinfónico
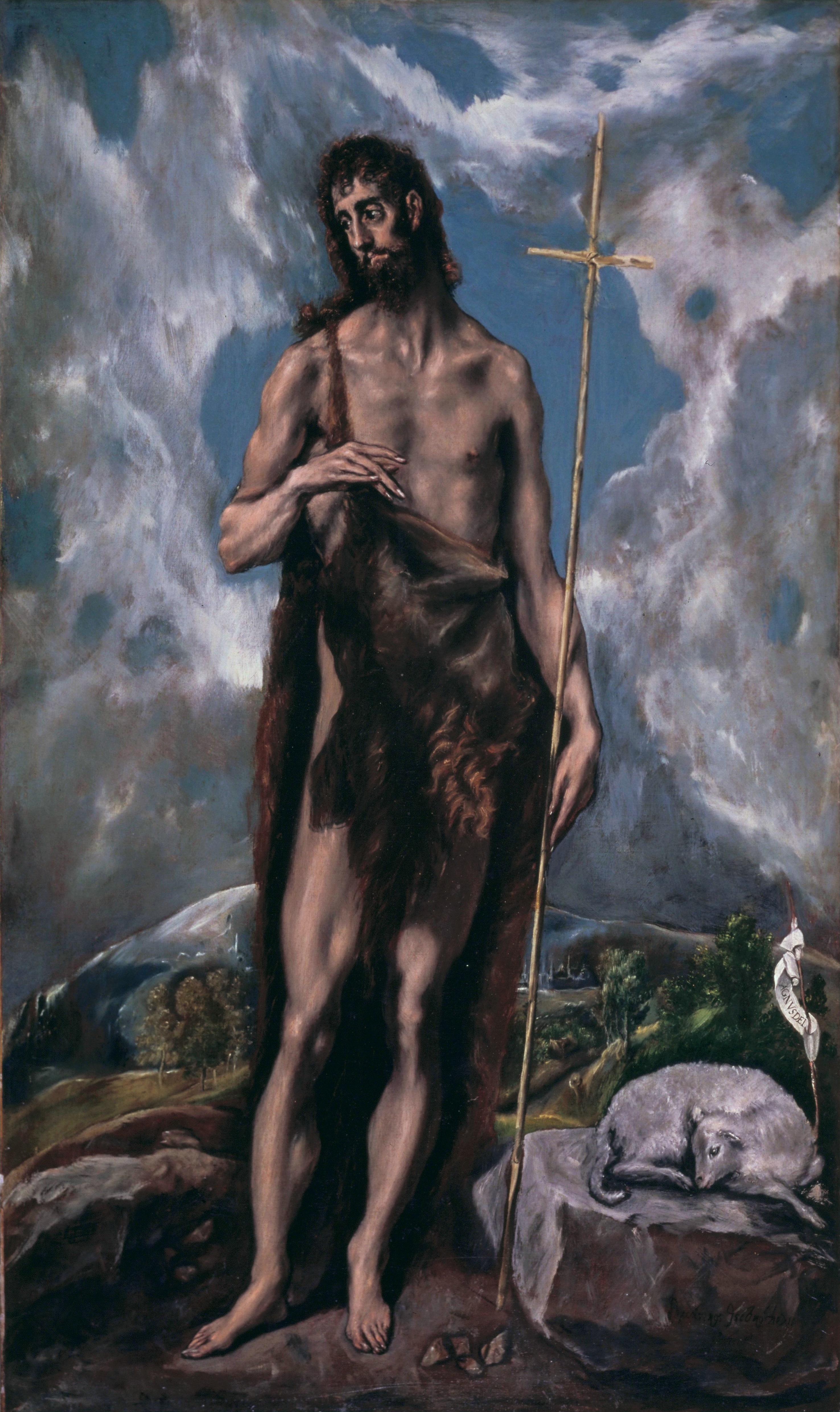
San Juan Bautista, hacia 1600, de El Greco
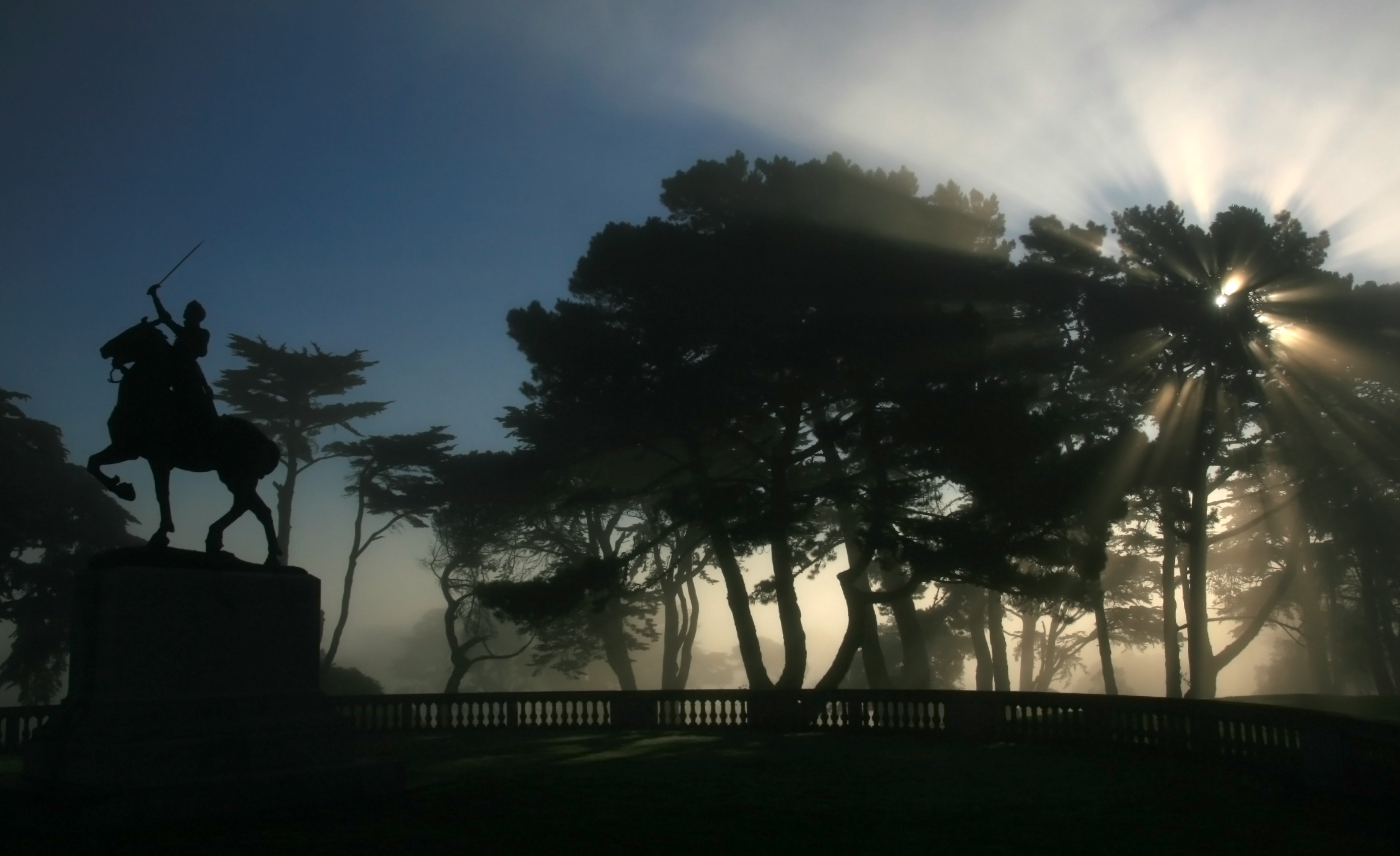
Estatua de Juana de Arco a caballo, en los jardines que rodean el museo
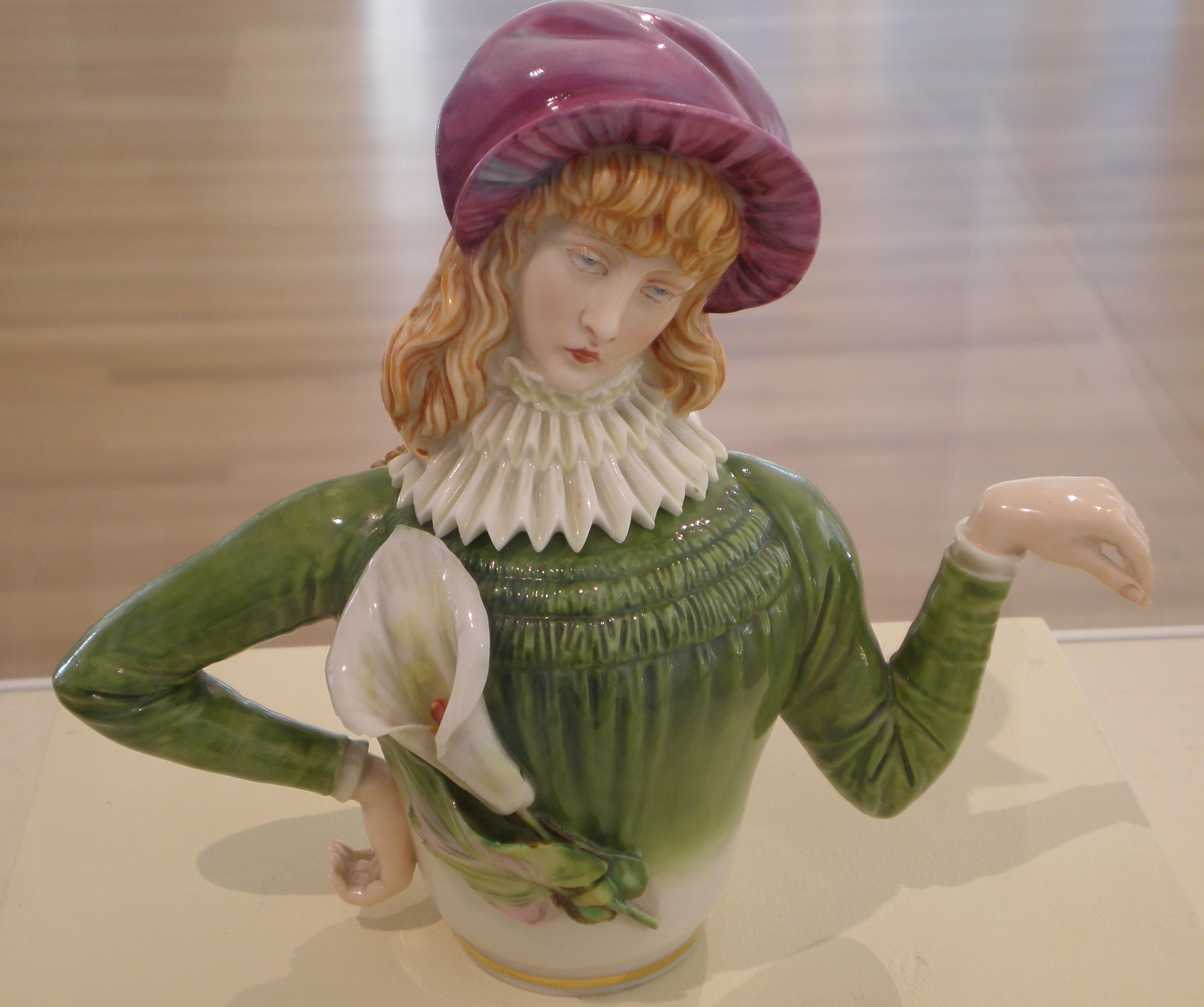
Lado femenino de una tetera diseñada por  R. W. Binns y modelada por James Hadley, 1881